# Marcelo Melo
Marcelo Pinheiro Davi de Melo (Belo Horizonte, Brasil, 23 de setembre de 1983) és un tennista brasiler especialista en la modalitat de dobles, on va aconseguir el lloc número u del món en el rànquing mundial i esdevenir el primer tennista brasiler en aconseguir-ho.
Ha acumulat 38 títols de dobles masculins en el circuit ATP, on destaquen dos títols de Grand Slam, Roland Garros (2015) i Wimbledon (2017). Va ser el primer tennista brasiler en guanyar un títol de Grand Slam en la modalitat de dobles masculins. També va ser finalista en la modalitat de dobles mixts a Roland Garros (2009). Va formar part de l'equip brasiler de Copa Davis en moltes ocasions, bàsicament disputant els partits de dobles junt a André Sá i Bruno Soares.

## Torneigs de Grand Slam

### Dobles masculins: 4 (2−2)
| Resultat   | Núm. | Any  | Torneig       | Parella      | Oponents                 | Marcador                     |
| ---------- | ---- | ---- | ------------- | ------------ | ------------------------ | ---------------------------- |
| Finalista  | 1.   | 2013 | Wimbledon     | Ivan Dodig   | Bob Bryan Mike Bryan     | 6−3, 3−6, 4−6, 4−6           |
| Guanyadora | 1.   | 2015 | Roland Garros | Ivan Dodig   | Bob Bryan Mike Bryan     | 6−7(5), 7−6(5), 7−5          |
| Guanyador  | 2.   | 2017 | Wimbledon     | Łukasz Kubot | Oliver Marach Mate Pavić | 5−7, 7−5, 7−6(2), 3−6, 13−11 |
| Finalista  | 2.   | 2018 | US Open       | Łukasz Kubot | Mike Bryan Jack Sock     | 3−6, 1−6                     |

### Dobles mixts: 1 (0−1)
| Resultat  | Núm. | Any  | Torneig       | Parella    | Oponents               | Marcador            |
| --------- | ---- | ---- | ------------- | ---------- | ---------------------- | ------------------- |
| Finalista | 1.   | 2009 | Roland Garros | Vania King | Liezel Huber Bob Bryan | 7−5, 6−7(5), [7−10] |

## Palmarès

### Dobles masculins: 77 (39−38)
| Llegenda (pre/post 2009)                                   |
| ---------------------------------------------------------- |
| Grand Slams (2−2)                                          |
| Tennis Masters Cup / ATP Finals (0−2)                      |
| ATP Masters Series / ATP World Tour Masters 1000 (9−7)     |
| ATP International Series Gold / ATP World Tour 500 (12−12) |
| ATP International Series / ATP World Tour 250 (16−15)      |

| Títols per superfície |
| --------------------- |
| Dura (23−23)          |
| Gespa (6−6)           |
| Terra batuda (10−9)   |

| Resultat  | Núm. | Data                   | Torneig                                    | Superfície   | Parella              | Oponents                              | Marcador                       |
| --------- | ---- | ---------------------- | ------------------------------------------ | ------------ | -------------------- | ------------------------------------- | ------------------------------ |
| Guanyador | 1.   | 6 de maig de 2007      | Estoril, Portugal                          | Terra batuda | André Sá             | Martín García Sebastián Prieto        | 3−6, 6−2, [10−6]               |
| Guanyador | 2.   | 6 de gener de 2008     | Adelaida, Austràlia                        | Dura         | Martín García        | Chris Guccione Robert Smeets          | 6−3, 3−6, [10−7]               |
| Guanyador | 3.   | 17 de febrer de 2008   | Costa do Sauipe, Brasil                    | Terra batuda | André Sá             | Albert Montañés Santiago Ventura      | 4−6, 6−2, [10−7]               |
| Guanyador | 4.   | 24 de maig de 2008     | Pörtschach, Àustria                        | Terra batuda | André Sá             | Julian Knowle Jürgen Melzer           | 7−5, 6−7(3), [13−11]           |
| Finalista | 1.   | 15 de juny de 2008     | Queen's Club, Regne Unit                   | Gespa        | André Sá             | Daniel Nestor Nenad Zimonjić          | 4−6, 6−7(3)                    |
| Guanyador | 5.   | 23 d'agost de 2008     | New Haven, Estats Units                    | Dura         | André Sá             | Mahesh Bhupathi Mark Knowles          | 7−5, 6−2                       |
| Finalista | 2.   | 1 de març de 2009      | Delray Beach, Estats Units                 | Dura         | André Sá             | Bob Bryan Mike Bryan                  | 4−6, 4−6                       |
| Guanyador | 6.   | 23 de maig de 2009     | Kitzbühel, Àustria                         | Terra batuda | André Sá             | Andrei Pavel Horia Tecău              | 6−7(9), 6−2, [10−7]            |
| Finalista | 3.   | 14 de juny de 2009     | Queen's Club (2)                           | Gespa        | André Sá             | Wesley Moodie Mikhaïl Iujni           | 6−4, 4−6, [10−6]               |
| Finalista | 4.   | 26 de juliol de 2009   | Hamburg, Alemanya                          | Terra batuda | Filip Polášek        | Simon Aspelin Paul Hanley             | 6−3, 6−3                       |
| Finalista | 5.   | 16 de gener de 2010    | Auckland, Nova Zelanda                     | Dura         | Bruno Soares         | Marcus Daniell Horia Tecău            | 7−5, 6−4                       |
| Guanyador | 7.   | 22 de maig de 2010     | Niça, França                               | Terra batuda | Bruno Soares         | Rohan Bopanna A-u-H. Qureshi          | 1−6, 6−3, [10−5]               |
| Finalista | 6.   | 1 d'agost de 2010      | Gstaad, Suïssa                             | Terra batuda | Bruno Soares         | Johan Brunström Jarkko Nieminen       | 3−6, 7−6(4), [9−11]            |
| Finalista | 7.   | 26 de setembre de 2010 | Metz, França                               | Dura (i)     | Bruno Soares         | Dustin Brown Rogier Wassen            | 3−6, 3−6                       |
| Guanyador | 8.   | 6 de febrer de 2011    | Santiago, Xile                             | Terra batuda | Bruno Soares         | Łukasz Kubot Oliver Marach            | 6−3, 7−6(3)                    |
| Guanyador | 9.   | 13 de febrer de 2011   | Costa do Sauipe (2)                        | Terra batuda | Bruno Soares         | Pablo Andújar D. Gimeno Traver        | 7−6(4), 6−3                    |
| Finalista | 8.   | 26 de febrer de 2011   | Acapulco, Mèxic                            | Terra batuda | Bruno Soares         | Victor Hănescu Horia Tecău            | 1−6, 3−6                       |
| Finalista | 9.   | 23 de setembre de 2011 | Metz (2)                                   | Dura (i)     | Lukáš Dlouhý         | Jamie Murray André Sá                 | 4−6, 6−7(7)                    |
| Finalista | 10.  | 23 d'octubre de 2011   | Estocolm, Suècia                           | Dura (i)     | Bruno Soares         | Rohan Bopanna A-u-H. Qureshi          | 1−6, 3−6                       |
| Finalista | 11.  | 26 de febrer de 2012   | Memphis, Estats Units                      | Dura (i)     | Ivan Dodig           | Max Mirnyi Daniel Nestor              | 6−4, 5−7, [7−10]               |
| Guanyador | 10.  | 21 d'octubre de 2012   | Estocolm                                   | Dura (i)     | Bruno Soares         | Robert Lindstedt Nenad Zimonjić       | 6−7(4), 7−5, [10−6]            |
| Guanyador | 11.  | 6 de gener de 2013     | Brisbane, Austràlia                        | Dura         | Tommy Robredo        | Eric Butorac Paul Hanley              | 4−6, 6−1, [10−5]               |
| Finalista | 12.  | 7 de juliol de 2013    | Wimbledon, Regne Unit                      | Gespa        | Ivan Dodig           | Bob Bryan Mike Bryan                  | 6−3, 3−6, 4−6, 4−6             |
| Guanyador | 12.  | 13 d'octubre de 2013   | Xangai, Xina                               | Dura         | Ivan Dodig           | David Marrero Fernando Verdasco       | 7−6(2), 6−7(6), [10−2]         |
| Guanyador | 13.  | 11 de gener de 2014    | Auckland                                   | Dura         | Julian Knowle        | Alexander Peya Bruno Soares           | 4−6, 6−3, [10−5]               |
| Finalista | 13.  | 23 de febrer de 2014   | Rio de Janeiro, Brasil                     | Terra batuda | David Marrero        | J.S. Cabal Robert Farah               | 4−6, 2−6                       |
| Finalista | 14.  | 20 d'abril de 2014     | Montecarlo, Mònaco                         | Terra batuda | Ivan Dodig           | Bob Bryan Mike Bryan                  | 3−6, 6−3, [8−10]               |
| Finalista | 15.  | 10 d'agost de 2014     | Toronto, Canadà                            | Dura         | Ivan Dodig           | Alexander Peya Bruno Soares           | 4−6, 3−6                       |
| Finalista | 16.  | 5 d'octubre de 2014    | Tòquio, Japó                               | Dura         | Ivan Dodig           | P-H. Herbert Michał Przysiężny        | 3−6, 7−6(3), [5−10]            |
| Finalista | 17.  | 16 de novembre de 2014 | ATP World Tour Finals, Londres, Regne Unit | Dura (i)     | Ivan Dodig           | Bob Bryan Mike Bryan                  | 7−6(5), 2−6, [7−10]            |
| Guanyador | 14.  | 28 de febrer de 2015   | Acapulco                                   | Dura         | Ivan Dodig           | Mariusz Fyrstenberg Santiago González | 7−6(2), 5−7, [10−3]            |
| Guanyador | 15.  | 7 de juny de 2015      | Roland Garros, França                      | Terra batuda | Ivan Dodig           | Bob Bryan Mike Bryan                  | 6−7(5), 7−6(5), 7−5            |
| Finalista | 18.  | 9 d'agost de 2015      | Washington DC, Estats Units                | Dura         | Ivan Dodig           | Bob Bryan Mike Bryan                  | 4−6, 2−6                       |
| Guanyador | 16.  | 11 d'octubre de 2015   | Tòquio                                     | Dura         | Raven Klaasen        | J.S. Cabal Robert Farah               | 7−6(5), 3−6, [10−7]            |
| Guanyador | 17.  | 18 d'octubre de 2015   | Xangai (2)                                 | Dura         | Raven Klaasen        | Simone Bolelli Fabio Fognini          | 6−3, 6−3                       |
| Guanyador | 18.  | 25 d'octubre de 2015   | Viena, Àustria                             | Dura (i)     | Łukasz Kubot         | Jamie Murray John Peers               | 4−6, 7−6(3), [10−6]            |
| Guanyador | 19.  | 8 de novembre de 2015  | París, França                              | Dura (i)     | Ivan Dodig           | Vasek Pospisil Jack Sock              | 2−6, 6−3, [10−5]               |
| Finalista | 19.  | 25 de juny de 2016     | Nottingham, Regne Unit                     | Gespa        | Ivan Dodig           | Dominic Inglot Daniel Nestor          | 5−7, 6−7(4)                    |
| Guanyador | 20.  | 31 de juliol de 2016   | Toronto                                    | Dura         | Ivan Dodig           | Jamie Murray Bruno Soares             | 6−4, 6−4                       |
| Guanyador | 21.  | 21 d'agost de 2016     | Cincinnati, Estats Units                   | Dura         | Ivan Dodig           | J-J. Rojer Horia Tecău                | 7−6(5), 6−7(5), [10−6]         |
| Guanyador | 22.  | 30 d'octubre de 2016   | Viena (2)                                  | Dura (i)     | Łukasz Kubot         | Oliver Marach Fabrice Martin          | 4−6, 6−3, [13−11]              |
| Finalista | 20.  | 19 de març de 2017     | Indian Wells, Estats Units                 | Dura         | Łukasz Kubot         | Raven Klaasen Rajeev Ram              | 7−6(1), 4−6, [8−10]            |
| Guanyador | 23.  | 2 d'abril de 2017      | Miami, Estats Units                        | Dura         | Łukasz Kubot         | Nicholas Monroe Jack Sock             | 7−5, 6−3                       |
| Guanyador | 24.  | 14 de maig de 2017     | Madrid, Espanya                            | Terra batuda | Łukasz Kubot         | Nicolas Mahut É. Roger-Vasselin       | 7−5, 6−3                       |
| Guanyador | 25.  | 18 de juny de 2017     | 's-Hertogenbosch, Països Baixos            | Gespa        | Łukasz Kubot         | Raven Klaasen Rajeev Ram              | 6−3, 6−4                       |
| Guanyador | 26.  | 25 de juny de 2017     | Halle, Alemanya                            | Gespa        | Łukasz Kubot         | Alexander Zverev Mischa Zverev        | 5−7, 6−3, [10−8]               |
| Guanyador | 27.  | 16 de juliol de 2017   | Wimbledon                                  | Gespa        | Łukasz Kubot         | Oliver Marach Mate Pavić              | 5−7, 7−5, 7−6(2), 3−6, [13−11] |
| Finalista | 21.  | 6 d'agost de 2017      | Washington DC (2)                          | Dura         | Łukasz Kubot         | Henri Kontinen John Peers             | 6−7(5), 4−6                    |
| Finalista | 22.  | 15 d'octubre de 2017   | Xangai                                     | Dura         | Łukasz Kubot         | Henri Kontinen John Peers             | 4−6, 2−6                       |
| Guanyador | 28.  | 5 de novembre de 2017  | París (2)                                  | Dura (i)     | Łukasz Kubot         | Ivan Dodig Marcel Granollers          | 7−6(3), 3−6, [10−6]            |
| Finalista | 23.  | 19 de novembre de 2017 | ATP Finals (2)                             | Dura (i)     | Łukasz Kubot         | Henri Kontinen John Peers             | 4−6, 2−6                       |
| Guanyador | 29.  | 13 de gener de 2018    | Sydney, Austràlia                          | Dura         | Łukasz Kubot         | J-L. Struff Viktor Troicki            | 6−3, 6−4                       |
| Guanyador | 30.  | 24 de juny de 2018     | Halle (2)                                  | Gespa        | Łukasz Kubot         | Alexander Zverev Mischa Zverev        | 7−6(1), 6−4                    |
| Finalista | 24.  | 9 de setembre de 2018  | US Open, Estats Units                      | Dura         | Łukasz Kubot         | Mike Bryan Jack Sock                  | 3−6, 1−6                       |
| Guanyador | 31.  | 7 d'octubre de 2018    | Pequín, Xina                               | Dura         | Łukasz Kubot         | Oliver Marach Mate Pavić              | 6−1, 6−4                       |
| Guanyador | 32.  | 14 d'octubre de 2018   | Xangai (3)                                 | Dura         | Łukasz Kubot         | Jamie Murray Bruno Soares             | 6−4, 6−2                       |
| Finalista | 25.  | 16 de març de 2019     | Indian Wells (2)                           | Dura         | Łukasz Kubot         | Nikola Mektić Horacio Zeballos        | 6−4, 4−6, [3−10]               |
| Finalista | 26.  | 23 de juny de 2019     | Halle (2)                                  | Gespa        | Łukasz Kubot         | Raven Klaasen Michael Venus           | 6−4, 3−6, [4−10]               |
| Guanyador | 33.  | 23 d'agost de 2019     | Winston-Salem, Estats Units                | Dura         | Łukasz Kubot         | Nicholas Monroe Tennys Sandgren       | 6−7(6), 6−1, [10−3]            |
| Finalista | 27.  | 6 d'octubre de 2019    | Pequín                                     | Dura         | Łukasz Kubot         | Ivan Dodig Filip Polášek              | 3−6, 6−7(4)                    |
| Finalista | 28.  | 13 d'octubre de 2019   | Xangai (2)                                 | Dura         | Łukasz Kubot         | Mate Pavić Bruno Soares               | 4−6, 2−6                       |
| Finalista | 29.  | 27 d'octubre de 2019   | Viena                                      | Dura (i)     | Łukasz Kubot         | Rajeev Ram Joe Salisbury              | 4−6, 7−6(5), [5−10]            |
| Guanyador | 34.  | 1 de març de 2020      | Acapulco (2)                               | Dura         | Łukasz Kubot         | J.S. Cabal Robert Farah               | 7−6(6), 6−7(4), [11−9]         |
| Finalista | 30.  | 18 d'octubre de 2020   | Colònia, Alemanya                          | Dura (i)     | Łukasz Kubot         | P-H. Herbert Nicolas Mahut            | 4−6, 4−6                       |
| Guanyador | 35.  | 1 de novembre de 2020  | Viena (4)                                  | Dura (i)     | Łukasz Kubot         | Jamie Murray Neal Skupski             | 7−6(5), 7−5                    |
| Finalista | 31.  | 9 de gener de 2022     | Adelaida                                   | Dura         | Ivan Dodig           | Rohan Bopanna R. Ramanathan           | 6−7(6), 1−6                    |
| Finalista | 32.  | 21 de maig de 2022     | Lió, França                                | Terra batuda | Máximo González      | Ivan Dodig Austin Krajicek            | 3−6, 4−6                       |
| Finalista | 33.  | 17 de juliol de 2022   | Newport, Estats Units                      | Gespa        | Raven Klaasen        | William Blumberg Steve Johnson        | 4−6, 5−7                       |
| Finalista | 34.  | 6 d'agost de 2022      | Los Cabos, Mèxic                           | Dura         | Raven Klaasen        | William Blumberg Miomir Kecmanović    | 0−6, 1−6                       |
| Guanyador | 36.  | 9 d'octubre de 2022    | Tòquio (2)                                 | Dura         | Mackenzie McDonald   | Rafael Matos D. Vega Hernández        | 6−4, 3−6, [10−4]               |
| Finalista | 35.  | 26 de febrer de 2023   | Rio de Janeiro (2)                         | Terra batuda | Juan Sebastián Cabal | Máximo González Andrés Molteni        | 1−6, 6−7(3)                    |
| Guanyador | 37.  | 25 de juny de 2023     | Halle (3)                                  | Gespa        | John Peers           | Simone Bolelli Andrea Vavassori       | 7−6(3), 3−6, [10−6]            |
| Finalista | 36.  | 14 d'abril de 2024     | Montecarlo (2)                             | Terra batuda | Alexander Zverev     | Sander Gillé Joran Vliegen            | 7−5, 3−6, [5−10]               |
| Guanyador | 38.  | 16 de juny de 2024     | Stuttgart, Alemanya                        | Gespa        | Rafael Matos         | Robert Galloway Julian Cash           | 3−6, 6−3, [10−8]               |
| Finalista | 37.  | 4 d'agost de 2024      | Washington DC (3)                          | Dura         | Rafael Matos         | Nathaniel Lammons Jackson Withrow     | 5−7, 3−6                       |
| Finalista | 38.  | 16 de febrer de 2025   | Buenos Aires, Argentina                    | Terra batuda | Rafael Matos         | Guido Andreozzi Théo Arribagé         | 5−7, 6−4, [7−10]               |
| Guanyador | 39.  | 22 de febrer de 2025   | Rio de Janeiro                             | Terra batuda | Rafael Matos         | Pedro Martínez Jaume Munar            | 6−2, 7−5                       |

#### Períodes com a número 1
| Núm. | Predecessor    | Dates                   | Successor      | Setmanes | Acumulat |
| ---- | -------------- | ----------------------- | -------------- | -------- | -------- |
| 1.   | Bob Bryan      | 02/11/2015 − 03/04/2016 | Jamie Murray   | 22       | 22       |
| 2.   | Jamie Murray   | 09/05/2016 − 05/06/2016 | Nicolas Mahut  | 4        | 26       |
| 3.   | Henri Kontinen | 17/07/2017 − 20/08/2017 | Henri Kontinen | 5        | 31       |
| 4.   | Henri Kontinen | 06/11/2017 − 29/04/2018 | Łukasz Kubot   | 16       | 56       |

### Dobles mixts: 1 (0−1)
| Resultat  | Núm. | Data              | Torneig               | Superfície   | Parella    | Oponents               | Marcador            |
| --------- | ---- | ----------------- | --------------------- | ------------ | ---------- | ---------------------- | ------------------- |
| Finalista | 1.   | 7 de juny de 2009 | Roland Garros, França | Terra batuda | Vania King | Liezel Huber Bob Bryan | 7−5, 6−7(5), [7−10] |

## Trajectòria

### Dobles masculins
| Open d'Austràlia | A           | 1R          | 2R          | 1R    | 1R          | 1R          | 1R          | 3R    | SF          | 3R          | 3R          | QF    | A           | 2R          | 3R          | 2R          | A     | 1R | 0 / 15    | 18 – 15   |
| Roland Garros | 2R          | 2R          | 1R          | QF    | 2R          | QF          | 3R          | 3R    | G           | SF          | 2R          | 3R    | 3R          | 2R          | 1R          | 2R          | 3R    | 2R | 1 / 18    | 33 – 17   |
| Wimbledon | SF          | 3R          | 2R          | 2R    | 2R          | QF          | F           | QF    | QF          | 3R          | G           | 2R    | QF          | NC          | QF          | 2R          | 3R    | 3R | 1 / 17    | 42 – 15   |
| US Open | QF          | 3R          | 2R          | 3R    | 2R          | 3R          | SF          | SF    | 1R          | 1R          | 2R          | F     | 3R          | 1R          | 1R          | 2R          | 1R    | 2R | 0 / 18    | 29 – 18   |
| Jocs Olímpics | No celebrat | No celebrat | No celebrat | 2R    | No celebrat | No celebrat | No celebrat | QF    | No celebrat | No celebrat | No celebrat | QF    | No celebrat | No celebrat | No celebrat | No celebrat | 1R    | NC | 0 / 4     | 5 – 4     |
| ATP World Tour Finals | A           | A           | A           | A     | A           | A           | SF          | F     | SF          | RR          | F           | RR    | SF          | RR          | A           | A           | A     |    | 0 / 8     | 16 – 15   |
| Total Victòries−Derrotes                                                                                                   | 18−11       | 42−23       | 32−30       | 29−30 | 38−27       | 44−27       | 34−26       | 44−25 | 54−17       | 44−26       | 52−18       | 42−22 | 48−25       | 21−13       | 16−26       | 31−28       | 22−26 |    | 639 – 425 | 639 – 425 |
| Rànquing a final d'any | 34          | 19          | 36          | 39    | 27          | 20          | 6           | 6     | 1           | 8           | 1           | 9     | 7           | 10          | 29          | 39          | 50    |    |           |           |
| Llegenda: G: Guanyador; F: Finalista; SF: Semifinalista; QF: Quarts de final; Q: Qualificació; A: Absent; RR: Round Robin; |             |             |             |       |             |             |             |       |             |             |             |       |             |             |             |             |       |    |           |           |

### Dobles mixts
| Open d'Austràlia | A   | QF  | A   | A           | 1R          | 1R          | A   | QF          | A           | A           | A   | A           | 1R          | 2R          | A           | A   | 1R  | 0 / 7   | 5 – 7   |
| Roland Garros | 2R  | F   | A   | QF          | A           | SF          | A   | A           | A           | A           | A   | A           | NC          | A           | A           | A   | A   | 0 / 4   | 10 – 4  |
| Wimbledon | 1R  | 2R  | SF  | 1R          | 2R          | 3R          | A   | A           | A           | A           | A   | A           | NC          | A           | A           | A   | A   | 0 / 6   | 8 – 6   |
| US Open | 2R  | 1R  | A   | A           | A           | QF          | A   | A           | A           | A           | A   | A           | NC          | 1R          | A           | 1R  | A   | 0 / 5   | 3 – 5   |
| Jocs Olímpics | NC  | NC  | A   | No celebrat | No celebrat | No celebrat | A   | No celebrat | No celebrat | No celebrat | QF  | No celebrat | No celebrat | No celebrat | No celebrat | 1R  | NC  | 0 / 2   | 1 – 2   |
| Total Victòries−Derrotes                                                                                                   | 2−3 | 7−4 | 4−1 | 2−2         | 1−2         | 7−4         | 0−0 | 2−1         | 0−0         | 0−0         | 1−1 | 0−0         | 0−1         | 1−2         | 0−0         | 0−2 | 0−1 | 27 – 24 | 27 – 24 |
| Llegenda: G: Guanyador; F: Finalista; SF: Semifinalista; QF: Quarts de final; Q: Qualificació; A: Absent; RR: Round Robin; |     |     |     |             |             |             |     |             |             |             |     |             |             |             |             |     |     |         |         |

## Guardons
- ATP Doubles Team of the Year (2027, amb Łukasz Kubot)
- ITF Men's Doubles World Champion (2027, amb Łukasz Kubot)
- Premi Brasil Olímpic (2017)